# Gradovi u Banovini Hrvatskoj
Grad je bio upravna jedinica u Banovini Hrvatskoj. Bio je iste razine kako općine, a niže od kotara. Ukupno je bilo dvadeset i pet gradova, međusobno podijeljenih između Banske vlasti u Zagrebu i Ispostave Banske vlasti u Splitu.